# Barmouth
Barmouth (en gal·lès: Abermaw, col·loquial: Y Bermo; al voltant de 2.500 habitants) és una localitat balneària del nord-oest de Gal·les, que forma part del comtat de Gwynedd i del Parc Nacional de Snowdonia. Està situada davant la Badia de Barmouth (tram de la Badia de Cardigan, Mar d'Irlanda) i al llarg de la desembocadura del riu Mawddach.

## Geografia física

### Situació
Barmouth es troba a meitat de camí de Harlech i Tywyn; a uns 50 km al sud de Porthmadog, uns 70 km al nord d'Aberystwyth i al voltant de 15 km a l'oest de Dolgellau.

## Història
L'existència de la localitat està documentada a partir del segle XVI.

## Personatges cèlebres
- Charlie Brooks, actriu (n. 1981)
- Herbert Tudor Buckland, arquitecte (1869-1951)
- Harold Lowe, oficial del Titanic (1882-1944)
- Tommy Nutter, estilista (1943-1992)
- Johnny Williams, boxador (1926-2007)

## Galeria d'imatges

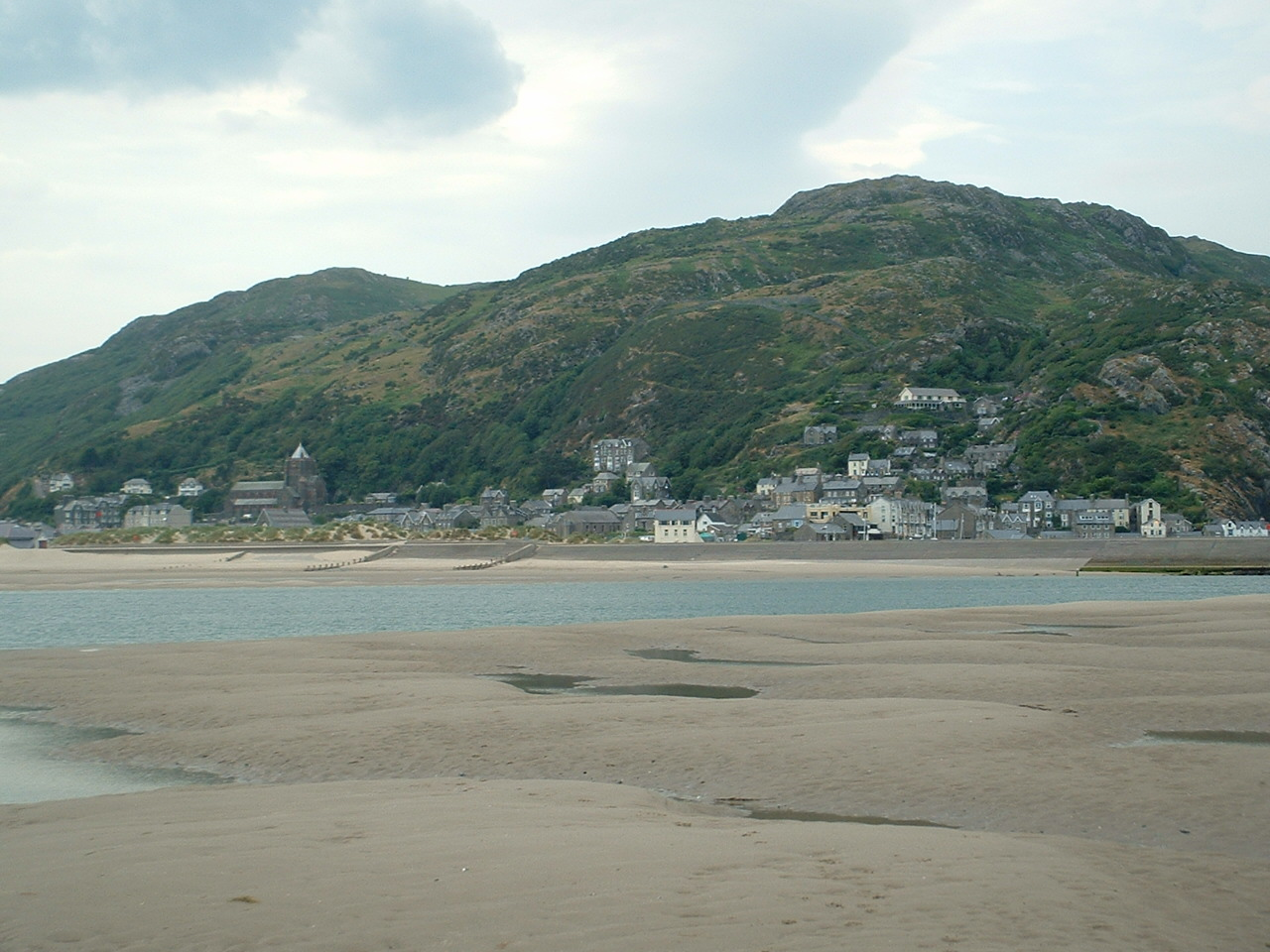
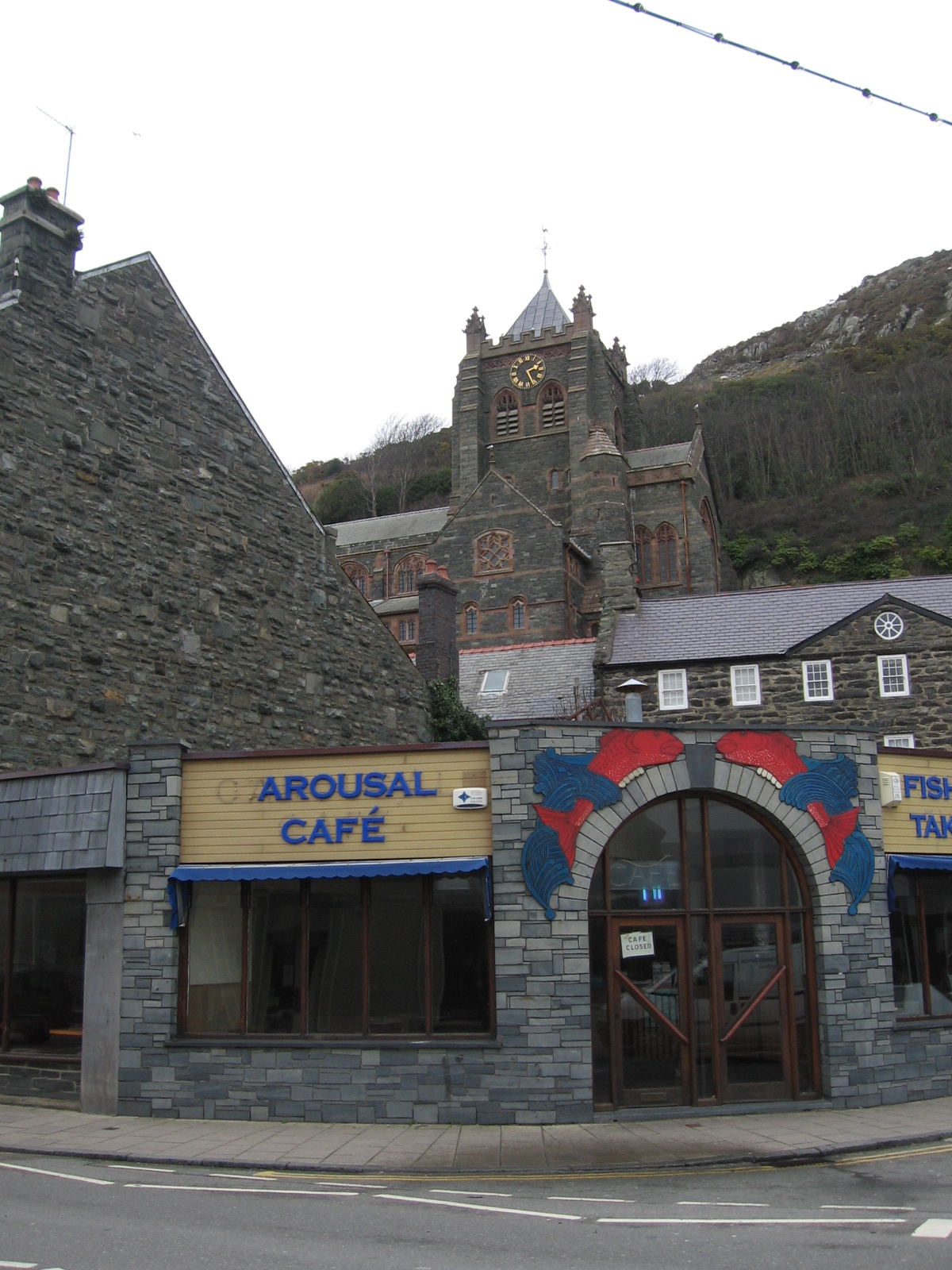
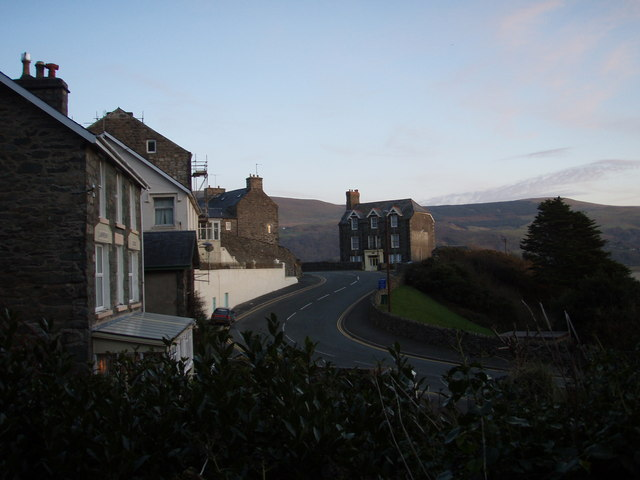
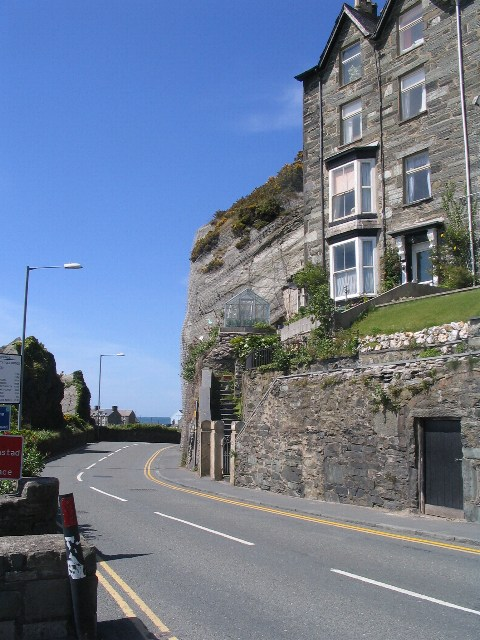